# 1. FC Tatran Prešov
El 1. FC Tatran Prešov és un club de futbol eslovac de la ciutat de Prešov.
El Tatran Prešov és un dels clubs més antics d'Eslovàquia, fundat el 25 de maig de 1898.
Evolució del nom:
- 1898 ETVE Prešov (Eperjesi Torna es Vivo Egyesület)
- 1920 TVE Prešov
- 1931 Slávia Prešov
- 1945 PTS Prešov
- 1947 DSO Slavia Prešov i DSO Snaha Prešov (separació del PTS Prešov)
- 1948 Sparta Dukla Prešov
- 1950 Dukla Prešov
- 1951 Dukla ČSSZ Prešov
- 1952 ČSSZ Prešov
- 1953 DSO Tatran Prešov
- 1960 TJ Tatran Prešov
- 1989 Tatran Agro Prešov
- 1991 FC Tatran Prešov
- 1996 FC Tatran Bukóza Prešov
- 1998 FC Tatran Prešov
- 2005 1. FC Tatran Prešov

## Jugadors destacats
- Gejza Šimanský
- Ladislav Pavlovič
- Jozef Bomba
- Igor Novák
- Marek Špilár
- Stanislav Varga

## Palmarès
- Copa eslovaca de futbol: 1992
- Copa Mitropa: 1981
- InterCopa: 1978